# Boris Issatchenko
Boris Valentinovitch Issatchenko  (russe : Борис Валентинович Исаченко), né le 26 décembre 1958 à Brest (RSS de Biélorussie), est un archer soviétique des années 1980, devenu biélorusse après la dislocation de l'Union soviétique. Il est par la suite entraîneur de tir à l'arc.

## Carrière
Boris Issatchenko remporte la médaille d'argent olympique de tir à l'arc aux Jeux olympiques d'été de 1980 à Moscou. Il est médaillé d'argent aux Championnats d'Europe 1982, champion d'Europe en salle individuel en 1983 et par équipe en 1983 et en 1987.
Il travaille dans les organes gouvernementaux soviétiques sportifs de 1979 à 1991, puis rejoint le Ministère des Sports biélorusse où il reste jusqu'en 1997. Président et entraîneur du Robin Hood Archery Club de 1997 à 1999, il devient en 1998 entraîneur de l'équipe de Biélorussie de tir à l'arc. Issatchenko est aussi membre de la Fédération biélorusse de tir à l'arc ainsi que du Comité olympique biélorusse.